# طیف‌سنجی جرمی پلاسمای جفت‌شده القایی

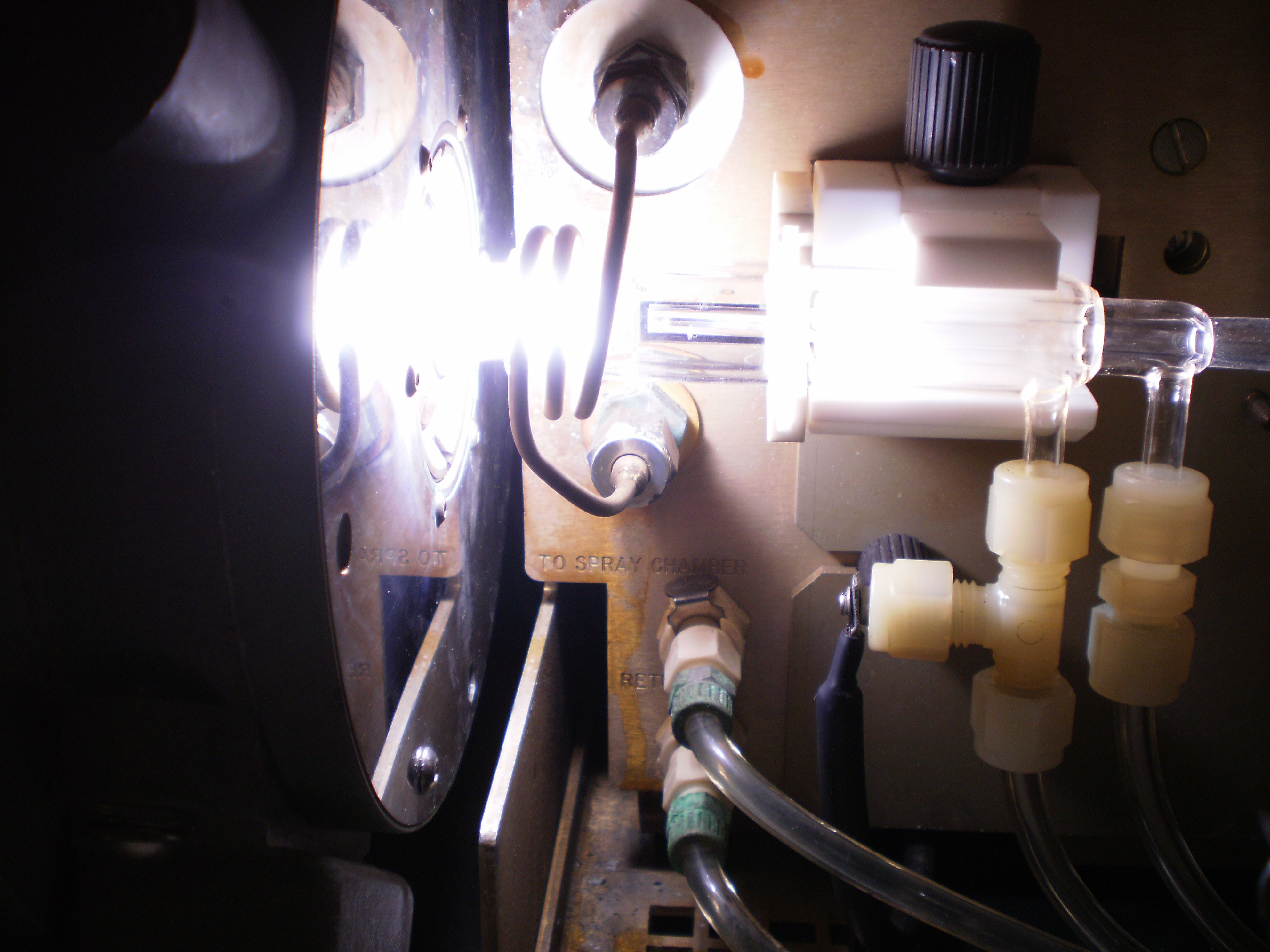
مشعل حرارتی مخصوص ICPMS برای پلاسمای گاز آرگون

طیف‌سنجی جرمی پلاسمای جفت‌شده القایی (انگلیسی: Inductively coupled plasma mass spectrometry) (اختصاری|ICP-MS) نوعی طیف‌سنجی جرمی است که برای ارزیابی و شناسایی فلزها و برخی نافلزها تا غلظت‌هایی به اندکی بخش در ۱۰۱۵ (ppq کوتاه شده parts per quadrillion) کارایی دارد. این تکنیک در مقایسه با طیف‌بینی جذب اتمی، دارای دقت کمتر، وحساسیت و سرعت بیشتری است.

## روش کار

### روش‌های تهیه یون

#### گاز آرگون
در ICP-MS منبع تولید یون، پلاسمای آرگون با دماهای بالا تا ۸۰۰۰ کلوین است. نخست، پلاسما در کوره یا مشعلی از جنس کوارتز تشکیل و سپس نمونه به داخل پلاسما مهپاشی می‌شود و در نتیجه بر اثر دمای بالای پلاسما، تبخیر و یونیزه می‌شود. 
دمای بالای پلاسما شرایط لازم را برای تبدیل مقدار زیاد از نمونه به یون، فراهم می‌کند. مقدار این تبدیل، به انرژی یونش بستگی دارد.
استفاده از گاز آرگون برای تولید پلاسما به دو دلیل است: اولا به دلیل فراوان بودن گاز آرگون، استفاده از آن ارزان‌تر از دیگر گازهای نجیب است. دوما اولین انرژی یونش آن بالاتر از عناصری مانند هلیم، فلوئور و نئون است بنابراین واکنش الکترون‌گیری آرگون، راحت‌تر از الکترون‌گیری دیگر عناصر است. در نتیجه یون فلزی مورد نظر، مدت زمان بیشتر در محیط می‌ماند.

#### لیزر
معمولاً برای برای یونیزه کردن نمونه‌های جامد  از لیزر استفاده می‌شود. اما این روش مشکلاتی از جمله تهیه نمونه استاندارد در آنالیزهای کمی را در بر دارد. در این روش با استفاده از لیزر نمونه به شکل ابری از ذارت بسیار ریز به درون پلاسما وارد می‌شود.

#### تبخیر
روش‌های دیگری مثل تبخیر الکترودمایی (به انگلیسی: Electrothermal Vaporization) و تبخیر درون مشعل (به انگلیسی: In Torch Vaporization) نیز وجود دارند که در آن از یک سطح داغ برای تبخیر و ورود نمونه استفاده می‌شود.

### جداسازی
به منظور برقراری ارتباط پلاسمای جفت‌شده القایی با طیف‌سنجی جرمی، با عبور بخشی از یون‌های تولید شده از درون دو حفره با قطرهای ۱ و ۰/۴ میلیمتر، خلاء لازم برای ورود نمونه به طیف سنج جرمی فراهم می‌شود.
پیش از جداسازی جرمی باید یون‌های مثبت (یون‌های آنالیت) خارج شده از پلاسما از یون‌های خنثی و ذرات جامد، جدا شوند. برای این کار از دو روش کلی استفاده می‌شود:
۱)  استفاده از سلول‌های واکنشی/برخوردی (به انگلیسی: Collision/Reaction cell) که در آن یون‌های خارج شده از پلاسما از طریق چند فیلتر به درون طیف‌سنج جرمی که معمولاً به صورت چهار قطبی (Quadrupole) است وارد می‌شود.
۲) استفاده از فضای واکنشی/برخوردی (به انگلیسی: Collisional Reaction Interface) در این روش یون‌های مزاحم با ورود گاز برخوردی (مانند هلیم) یا گاز واکنش‌دهنده (مانند هیدروژن) یا مخلوطی از این دو، از فرایند حذف می‌شود.

### اندازه‌گیری
پس از حذف یون‌های مزاحم، یون‌های مثبت بر اساس نسبت جرم به بار (m/z) جداسازی و توسط افزاینده فوتوالکتریک ثانویه شناسایی می‌شوند. برای تجزیه و تحلیل کمی، مقدار فراوانی بدست آمده برای یک یون خاص را به غلظت آنگونه نسبت می‌دهند. آنالیز داده‌های بدست آمده توسط کامپیوتر انجام می‌گیرد.

## کاربرد در فناوری نانو
روش‌هایی چون پراکندگی دینامیک نور، طیف‌سنجی مرئی-فرابنفش و میکروسکوپ الکترونی عبوری، وقت‌گیر و پر هزینه بوده و اطلاعات کافی دربارهٔ ساختار نانو مواد نمی‌دهند. اما طیف سنجی جرمی توانایی آنالیز همزمانی چند عنصر، حد تشخیص پایین و دامنه خطی زیاد را داشته و روش مناسبی برای اندازه‌گیری نانوذرات مختلف از جمله نانوذرات معدنی است.
همچنین می‌توان از ترکیب این روش را با دیگر روش‌ها مانند ژل الکتروفورز و کروماتوگرافی فازمعکوس برای تعیین توزیع اندازه ذرات وجود دارد.